# 1992 SR25
1992 SR25 är en asteroid i huvudbältet som upptäcktes den 30 september 1992 av den amerikanske astronomen Henry E. Holt vid Palomarobservatoriet.
Asteroiden har en diameter på ungefär 7 kilometer och den tillhör asteroidgruppen Eos.